# Santa Inés, Spanien
Santa Inés är en kommunhuvudort i Spanien.   Den ligger i provinsen Provincia de Burgos och regionen Kastilien och Leon, i den centrala delen av landet, 180 km norr om huvudstaden Madrid. Santa Inés ligger 861 meter över havet och antalet invånare är 183.
Terrängen runt Santa Inés är huvudsakligen platt, men söderut är den kuperad. Runt Santa Inés är det mycket glesbefolkat, med 4 invånare per kvadratkilometer. Närmaste större samhälle är Lerma, 4,9 km väster om Santa Inés. Trakten runt Santa Inés består till största delen av jordbruksmark.